# Bilal Hussein (cầu thủ bóng đá)
Bilal Hussein (sinh ngày 22 tháng 4 năm 2000) là một cầu thủ bóng đá người Thụy Điển thi đấu cho AIK ở vị trí tiền vệ.

## Professional career
Hussein bắt đầu chơi bóng với câu lạc bộ địa phương Bromstens IK lúc 7 tuổi, và gia nhập học viện trẻ AIK năm 2014. Vào ngày 20 tháng 1 năm 2018, Hussein ký bản hợp đồng chuyên nghiệp đầu tiên with AIK, giữ anh tại câu lạc bộ đến năm 2021. Anh ra mắt chuyên nghiệp for AIK trong chiến thắng 2-0 ở Allsvenskan trước IK Sirius Fotboll vào ngày 27 tháng 4 năm 2018.

## Sự nghiệp quốc tế
Hussein sinh ra ở Thụy Điển và có gia đình gốc Somalia. Anh là cầu thủ trẻ quốc tế của Thụy Điển.